# Ferit Melen
Ferit Melen (ur. 1906 w Wanie, zm. 3 września 1988 w Ankarze) – turecki urzędnik państwowy, polityk. Minister finansów (1962–1965), premier Turcji (1974–1975), minister obrony narodowej (1971–1972 i ponownie 1975–1977).